# Nacięcie krocza

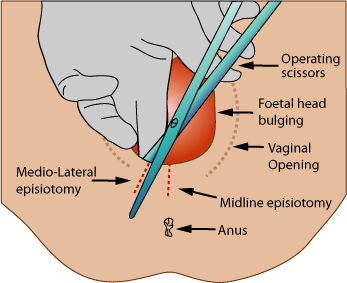
Schemat przedstawiający nacięcie krocza: środkowo-boczne (medio-lateral episiotomy) i w linii środkowej (midline episiotomy)

Nacięcie krocza (łac. episiotomia, ang. episiotomy) – zabieg ginekologiczno-położniczy stosowany często podczas porodu drogami natury, polegający na nacięciu nożyczkami ściany pochwy, mięśnia opuszkowo-gąbczastego i poprzecznego powierzchownego krocza, a także skóry, w celu ochrony przed samoczynnym pęknięciem krocza i urazem główki płodu. Zabieg jest wykonywany w 90% porodów szpitalnych w Ameryce Łacińskiej. W Stanach Zjednoczonych liczba wykonywanych zabiegów nacięcia krocza w przypadku porodów szpitalnych spadła w latach 1979–1997 z 56 do 31%.

## Opis metody
Najważniejszym celem nacięcia jest ochrona mięśnia zwieracza zewnętrznego odbytu, którego pęknięcie jest często powikłaniem porodu dużego dziecka lub małej podatności tkanek miękkich. Gojenie naciętych tkanek wiąże się z mniejszą ilością powikłań i jest znacznie szybsze, niż gojenie rozerwanych fragmentów. Dodatkowo, według niektórych położników, zabieg ten chroni główkę płodu przed gwałtownym rozprężeniem podczas opuszczania dróg rodnych, przez co zmniejsza ryzyko pęknięcia sierpa mózgu u dziecka oraz redukuje częstość innych urazów okołoporodowych (np. porażenie splotu ramiennego, złamanie obojczyka). Nacięcie wykonuje się w momencie skrajnego rozciągnięcia tkanek, które objawia się ich zbieleniem. Przy planowanym nacięciu krocza powinno się wykonać znieczulenie miejscowe. Najczęściej stosowana linia nacięcia przebiega w kierunku boczno-przyśrodkowym (mniej więcej na godzinie piątej lub siódmej). Nacięcie w tej linii względem cięcia w linii pośrodkowej daje mniejsze ryzyko nacięcia zwieracza odbytu i odbytnicy. Po urodzeniu płodu i popłodu krocze zostaje zszyte (episiorraphia).

## Zszycie krocza
Zszycie naciętego krocza (episiorraphia) to zabieg, który ma na celu prawidłowe gojenie się rany poprzez przywrócenie prawidłowych stosunków anatomicznych i zapewnienie homeostazy.
Przed rozpoczęciem szycia krocza należy je zawsze znieczulić miejscowo i zdezynfekować płynem aseptycznym, a w razie potrzeby — zastosować znieczulenie ogólne dożylne. W celu uniknięcia zakażenia krocza niezbędne jest ścisłe przestrzeganie zasad aseptyki (chirurgiczne mycie rąk, jałowe rękawice); doprowadzenie do zakażenia skutkuje dłuższym czasem gojenia, a ponadto powstała blizna może spowodować niedostateczne zamknięcie sromu i w konsekwencji inne dolegliwości wynikające z tego stanu. W czasie zabiegu odbyt powinien być zasłonięty jałową chustą.

### Postępowanie
Pierwszym krokiem jest dokładne obejrzenie naciętego krocza i przedsionka pochwy. Następnie we wziernikach należy sprawdzić stan dróg rodnych — ocena szyjki macicy, sklepień i ścian pochwy, sromu i krocza, w celu sprawdzenia czy nie wystąpiły jakieś dodatkowe obrażenia wewnętrzne, które pominięte mogą skutkować powstaniem krwiaka lub krwotokiem.
Szycie naciętego krocza odbywa się w 3 etapach:
1. Szycie błony śluzowej pochwy: błonę śluzową pochwy szyje się szwem ciągłym, ale można też szyć szwami pojedynczymi. Pierwszy szew powinien być zawsze założony nad szczytem nacięcia. Należy wkłuć się w odległości ok. 0,5 cm od brzegu nacięcia i zakładać szew jeden od drugiego w odległości ok. 1 cm. Miejsca wkłucia przytrzymuje się pęsetą chirurgiczną. Wkłuwając się, błona śluzowa musi być napięta. Po nałożeniu szwu, wywleka się nici z igły i wiąże się w odległości 0,5 cm od rany. Nałożony szew powinien być ścisły.
2. Szycie mięśni i tkanek głębokich krocza: na przeciętne mięśnie krocza zakłada się szwy pojedyncze. Każdy założony szew należy zawiązać węzłem chirurgicznym. Krótko obcięta nitka powinna być ułożona równolegle do brzegu nacięcia. Nie mogą być pozostawione zbyt długie nitki, gdyż mogą doprowadzić do podrażnień i rana będzie goiła się znacznie trudniej.
3. Szycie skóry krocza: rozpoczyna się od wędzidełka ku dołowi. Nakłada się szwy pojedyncze bądź szew ciągły śródskórny. Należy wkłuć się w napięty brzeg skóry. Igła powinna przejść przez podłoże tkanki mięśniowej. Następnie należy wywlec igłę i zawiązać nałożony szew. Końce szwów powinny być obcięte na odległość 2 cm od skóry. Za krótkie szwy będą utrudniały ich zdjęcie.

Po zakończeniu szycia krocza należy sprawdzić badaniem per rectum czy nie uchwycono odbytnicy. Jeżeli to nastąpiło, trzeba zwolnić szew.

## Wskazania
Do niedawna stosowano nacięcie krocza w sytuacjach, w których występuje:
- ostry stan zagrożenia płodu w końcowej fazie porodu
- zagrażające pęknięcie krocza (mało podatne mięśnie kanału rodnego)
- ostry kąt podłonowy
- operacja kleszczowa
- pomoc ręczna
- ułożenie odgięciowe główki
- poród drogami natury dużego płodu
- poród pierwiastki szczególnie po 30. roku życia[10].

Według Światowej Organizacji Zdrowia rutynowe nacięcie krocza ma szkodliwy wpływ na zdrowie kobiety, dlatego zabieg epizjotomii powinien być wykonywany tylko w przypadkach zagrożenia zdrowia dziecka.

## Wpływ na seksualność
Niektóre położne przyrównują rutynowe wykonywanie nacięcia krocza do okaleczenia narządów płciowych kobiety.
W jednym z badań wykazano, że nacięcie krocza powoduje zwiększenie bólu w czasie stosunku i zmniejszenie nawilżania w okresie 12–18 miesięcy po porodzie, ale nie powoduje żadnych problemów z pobudzeniem i osiągnięciem orgazmu. 

## Kontrowersje
15 maja 2008 roku Fundacja Rodzić po Ludzku zainaugurowała ogólnopolską kampanię przeciwko rutynowemu wykonywaniu zabiegu nacięcia krocza „Nie daj się naciąć”. Fundacja zwraca uwagę, że według Światowej Organizacji Zdrowia nacięcie krocza skutkuje m.in.:
- pęknięciem krocza III i IV stopnia, które rzadko powstają inaczej niż za pomocą samoczynnej kontynuacji nacięcia;
- wzrostem utraty krwi;
- infekcjami, opuchlizną i stanami zapalnymi;
- silniejszym i dłuższym bólem poporodowym niż ma to miejsce w przypadku spontanicznego pęknięcia, podczas którego zazwyczaj przerwana zostaje tylko śluzówka pochwy;
- osłabieniem mięśni dna miednicy;
- inkontynencją czyli nietrzymanie moczu, które w przypadku epizjotomii bądź naturalnego pęknięcia od wielkości urazu II stopnia (II stopień jest równy kroczu naciętemu) jest częstsze, niż u kobiet, których krocze nie zostało uszkodzone[15].